# Суворов, Александр Владимирович (футболист)
Александр Владимирович Суворов (13 декабря 1961) — советский и российский футболист, защитник.

## Биография
В 1978 году начал выступать за дублирующий состав грозненского «Терека». С 1980 года играл за основной состав команды во второй лиге.
В 1982 году перешёл в ростовский СКА, в его составе год спустя стал серебряным призёром первой лиги. 17 марта 1984 года дебютировал в высшей лиге в игре против московского «Торпедо», заменив на 72-й минуте Сергея Яшина. Всего в первой половине сезона 1984 года сыграл восемь матчей в высшей лиге.
Летом 1984 года вернулся в «Терек». За грозненскую команду выступал до конца 1991 года, сыграв за неё в первенствах страны 243 матча (с учётом периода 1980—1981). Забил последний гол «Терека» в первенствах СССР — 31 октября 1991 года в ворота пермской «Звезды». Дважды отлучался из клуба — в 1985 году числился в составе запорожского «Металлурга», но ни одной игры не провёл, а в 1990 году выступал за астраханский «Волгарь».
После распада СССР во второй раз перешёл в «Волгарь», затем выступал за «Ангушт» и «Рассвет» (Троицкое), а также на любительском уровне за астраханское «Динамо». Завершил карьеру в 1997 году.
После окончания игровой карьеры был футбольным арбитром, судил матчи второго дивизиона. Представлял город Астрахань.